# Boutigny-sur-Essonne
Boutigny-sur-Essonne ist eine französische Gemeinde mit 3048 Einwohnern (Stand 1. Januar 2022) im Département Essonne in der Region Île-de-France. Sie gehört zum Arrondissement Étampes und ist Mitglied im Gemeindeverband Communauté de communes des 2 Vallées. Die Einwohner werden Botignacois und Botignacoises genannt.

## Geographie
Boutigny-sur-Essonne liegt am Ufer des Flusses Essonne auf einer mittleren Höhe von 64 m über dem Meeresspiegel. Das Gemeindegebiet umfasst 16,22 km². Die Gemeinde liegt im Regionalen Naturpark Gâtinais français. 

## Bevölkerungsentwicklung
| 1962 | 1968 | 1975 | 1982 | 1990 | 1999 | 2006 | 2019 |
| ---- | ---- | ---- | ---- | ---- | ---- | ---- | ---- |
| 893  | 1054 | 1515 | 1979 | 2556 | 3002 | 3075 | 2963 |

## Sehenswürdigkeiten
- Kirche Saint-Barthélémy

Siehe auch: Liste der Monuments historiques in Boutigny-sur-Essonne

## Gemeindepartnerschaft
Seit dem 23. April 1961 unterhält Boutigny eine Partnerschaft mit der Tiroler Gemeinde Lans in Österreich.